# Clarence Gaskill
Clarence Gaskill (* 2. Februar 1892 in Philadelphia, Pennsylvania; † 29. April 1947 in Fort Hill, New York) war ein US-amerikanischer Liedtexter, Songwriter, Pianist und Musikverleger, zu dessen bekanntesten Songs „Minnie the Moocher“ (1929) und „Prisoner of Love“ (1931) gehören.

## Leben und Wirken
Gaskill besuchte die St. John’s School und die Friends School in Philadelphia; bei seiner Mutter und Privatlehrern hatte er zusätzlichen Musikunterricht. Mit sechzehn Jahren trat er als Pianist in einer Theater seiner Heimatstadt auf, mit 21 Jahren gründete er einen Musikverlag. Während des Ersten Weltkriegs diente er als MG-Schütze und wurde mit dem Purple Heart ausgezeichnet. In den Nachkriegsjahren tourte er im Vaudeville als Melody Monarch. Ab den frühen 1920er-Jahren war er vorwiegend als Liedtexter tätig; er arbeitete u. a. mit Jimmy McHugh, Cab Calloway, Irving Mills, Leo Robin und Duke Ellington. Zu den bekanntesten Songs, an denen Gaskill beteiligt war, gehören „I Can’t Believe That You’re in Love with Me“, „Another Perfect Day Has Passed Away“, „Doo-Wacka-Doo“, „Swanee River Rhapsody“, „Strange Interlude“, „I Don't Mind Being All Alone (When I'm All Alone with You) “ und „Still I Love Her“.